# Macedonio Villafán Broncano
Macedonio Villafán Broncano (Tarica, provincia de Huaraz, departamento de Ancash, Perú, 1949) es un escritor y profesor de lengua y literatura peruano. Ha escrito en español y quechua ancashino. Es uno de los pocos autores que escriben en una variante del quechua waywash.

## Vida y labor literaria
Macedonio Villafán Broncano aprendió en la escuela primaria de Taricá y la escuela Antonio Raimondi en Huarás, después en el colegio Mariscal Luzuriaga de Huarás. Estudió en la Universidad Nacional de Trujillo y recibió la maestría y el doctorado en la Universidad Nacional Mayor de San Marcos. Es profesor de literatura latinoamericana en la Universidad Nacional Santiago Antúnez de Mayolo.
En 1988 publicó Apu Kolkijirka, un cuento (willakuy) con siete capítulos escritos, enteramente, en quechua de Huailas. En la narración, el cerro Kolkijirka (Qullqi hirka, cerro de plata) en primera persona enhebra la historia de la comunidad quechua de Cutacancha. Junto a Porfirio Meneses Lazón recibió, por esta obra, el premio de cuento del Concurso Nacional de Literatura Quechua de la Universidad Nacional Federico Villarreal en 1997. La segunda edición del mismo libro  (1998) contiene también siete relatos breves (ichik kwentukuna).
En 1999 apareció su libro Los hijos de Hilario, conformado por siete cuentos escritos en español que están basados en la tradición oral y hablan del mundo del Callejón de Huaylas de ahora. Villafán es también autor de poesía para niños: (Capulí) y editor de la antología de poesía de Áncash A mar y nieve y coeditor de Huandoy y Huascarán, que contiene relatos orales de Áncash.

## Obras

### Cuentos en castellano
- 1998: Los hijos de Hilario
- 2013: Cielo de las vertientes

### Cuentos y relatos en quechua
- 1988: Apu Kolkijirka (Apu qullqi hirka)
- 1998: Apu Kolkijirka y siete relatos cortos (Apu qullqi hirkawan qanchis ichik willakuy)